# Loubens, Ariège

Loubens este o comună în departamentul Ariège din sudul Franței. În 1 ianuarie 2022 avea o populație de 277 de locuitori.